# Mesanmast
En mesanmast er i skibsterminologi betegnelsen for den agterste (bagerste) mast på et flermastet skib.